# Poem
Poem es el nombre del segundo álbum de estudio del grupo Bridges que nunca fue publicado.
Bridges lanzó su primer álbum en el verano de 1980 bajo el nombre de Fakkeltog no tuvo muy buena acogida, pero supuso el primer trabajo maduro del grupo. Sin embargo cada miembro del grupo empezó a andar su propio camino. Para el segundo álbum Mags y Pål se centraron en hacer un tipo de música más eléctrica en la que ambos tocaban la guitarra y el teclado.
Durante el proceso de grabación Bridges sufrió un robo en el que se llevaron varias demos y el bajo de Viggo Bondi. El material robado fue encontrado en un coche en la frontera con Suecia pero, tras tocar por última vez en el verano de 1981, con el álbum a medio terminar, Bridges se separa. Mags y Pål ya andan completamente en solitario. La ruptura de Bridges hizo que el álbum nunca fuera publicado, a pesar de todo el material disponible y que la canción que estaba destinada a convertirse en el primer sencillo ya había sido grabada.

## Temas
Aunque no se conoce el listado de temas del álbum, sí se sabe con certeza tres canciones que fueron grabadas para ser incluidas en el álbum, las cuales fueron recuperadas por a-ha.
- "All the Planes that Come in on the Quiet": esta canción fue grabada con la intención de convertirla en el primer sencillo de Poem, y contenía un estilo más electrónico que el material del álbum anterior. a-ha recuperó esta canción en 1983, pero tampoco llegaron a utilizarla. Era una canción de carácter muy melancólico y por ello, resulta extraño que el grupo no la incluyera en Hunting High and Low. Actualmente, la canción se ha recuperado y se encuentra disponible en la edición de lujo de Hunting High and Low (2010).

- "I've Been Losing You": Bridges grabó una versión de esta canción en 1981 antes de que el tema pasase a manos de a-ha y se convirtiera en el primer sencillo de Scoundrel Days.

- "The Juicyfruit Song": Bridges grabó en 1981 esta canción que es la versión más antigua del mayor éxito cosechado por a-ha, "Take on Me". Este último recuperó la canción cuando se formó el grupo en 1982 con el nombre de "Lesson One". Esta demo dio lugar a una demo posterior en 1983 y fue de ésta de la que salieron la primera versión definitiva de "Take on Me" de 1984 y la versión de éxito de 1985. Actualmente todas las versiones de "Take on Me", exceptuando "The Juicyfruit Song", se encuentran disponibles en la edición de lujo de Hunting High and Low.